# Ar/ge kunst Galleria Museo
ar/ge kunst Galleria Museo è un'associazione senza scopo di lucro con sede nel centro storico di Bolzano. Come ente privato senza attività di collezionismo, l'ar/ge kunst prosegue i suoi scopi secondo l'idea del Kunstverein (associazione d'arte) che è una tendenza soprattutto nordica.

## Storia
Viene fondata a Bolzano nel 1985 come associazione privata per la promozione di arte e architetture contemporanee. 
Originariamente nei locali della galleria si trovava un punto di raccolta per pelli grezze, più tardi la ditta Singer, finché Karin Welponer, l'attuale presidente dell'associazione, inaugurò una galleria d'arte privata.
La galleria nasce con l'intento di creare per gli artisti regionali un luogo espositivo intellettualmente vivace capace di sviluppare e animare una scena artistica sensibile al nuovo; la galleria nasce inoltre con l'obiettivo di fondere un centro di incontro e confronto aperto ad approfondimenti sugli sviluppi attuali dell'arte con mostre periodiche di arte e architettura regionali e internazionali, oltre che attraverso iniziative tematiche.
Dal 1989 al 2000 la direzione artistica della galleria è di Marion Piffer; dal 2000 al 2008 di Sabine Gamper e dal 2008 al 2012 di Luigi Fassi.
Le esposizioni realizzate sono
- Leander Schwazer, The Rape of Europe, 2012.
- Andreas Bunte - Welt vor der Schwelle, 2012.
- In the Wintry Thicket of Metropolitan Civilization, 2012-2013 con gli artisti Yin-Ju Chen & James T. Hong, Basim Magdy, Mores McWreath, Pietro Mele, Camilo Yáñez.

## Galleria d'immagini
Lo spazio espositivo misura circa 150 m2. Nel sotterraneo si trovano un ufficio, la biblioteca e parte dell'archivio. In parallelo alle mostre organizzate vengono organizzati e proposti al pubblico incontri e discussioni con curatori e scrittori internazionali. La galleria ha collaborazioni con altri enti a livello internazionale.
L'obiettivo principale della galleria consiste nell'individuare delle posizioni artistiche innovative. In questo viene lasciato molto spazio ai giovani che esplorano in modo indipendente e innovativo il mondo che li circonda traducendo questa esperienza nella propria arte. L'approccio della galleria è orientato verso la sperimentazione e il relazionarsi con la società.